# Feira Nova (ort)
Feira Nova är en ort i Brasilien.   Den ligger i kommunen Feira Nova och delstaten Pernambuco, i den östra delen av landet, 1 600 km nordost om huvudstaden Brasília. Feira Nova ligger 163 meter över havet och antalet invånare är 12 984.
Terrängen runt Feira Nova är platt. Runt Feira Nova är det ganska tätbefolkat, med 96 invånare per kvadratkilometer.. Närmaste större samhälle är Limoeiro, 10,8 km nordväst om Feira Nova.
Omgivningarna runt Feira Nova är en mosaik av jordbruksmark och naturlig växtlighet.